# Richard Brinsley Sheridan
Richard Brinsley Sheridan (ur. 30 października 1751 w Dublinie, zm. 7 lipca 1816 w Londynie) – irlandzki poeta, dramatopisarz i polityk.
Richard Brinsley Sheridan był trzecim synem aktora i pisarza Thomasa Sheridana (zm. 1788) i pisarki Frances Sheridan. W 1762 rodzina przeniosła się do Londynu, a jego matka zmarła, gdy miał 11 lat.
Po ukończeniu Harrow School rozpoczął studia prawnicze. Związał się w tym czasie z aktorką Elizabeth Linley. Po powrocie do Londynu rozpoczął pisanie dramatów i kupił wraz z przyjaciółmi Theatre Royal przy Drury Lane (gdzie uprzednio grała Elizabeth). Pierwsza sztuka The Rivals (wystawiona w 1775 w Covent Garden) nie osiągnęła początkowo sukcesów, z czasem weszła jednak do kanonu literatury angielskiej. Powodzenie osiągnęła komedioopera The Duenna z 1775. Rozgłos natomiast przyniosła mu komedia obyczajowa The School for Scandal z 1777, która zaliczana jest do najlepszych angielskich komedii. Późniejsza (z 1779) farsa The Critic również została pozytywnie odebrana przez publiczność.
Richard Brinsley Sheridan zaangażował się także w politykę. Mając 29 lat, został w 1780 wybrany do parlamentu z ramienia wigów. Stał się znanym mówcą politycznym. U boku Charlesa Foksa był pierwszym sekretarzem, a potem ministrem finansów. Znana była jego mowa przeciwko gubernatorowi Indii Wschodnich – Warrenowi Hastingsowi, którego oskarżył o nadużycia w stosunku do tamtejszej ludności. Po śmierci Williama Pitta Młodszego w 1806 został ministrem floty. Zmarł w 1816 w wieku 64 lat.
Komedia School for Scandal została zaadaptowana przez Wojciecha Bogusławskiego w 1793. W polskim tłumaczeniu zyskała tytuł Szkoła obmowy.
Wnuczką Richarda Brinsleya Sheridana była poetka romantyczna Caroline Norton.